# Austenmyia amazona
Austenmyia amazona är en tvåvingeart som beskrevs av Carrera 1955. Austenmyia amazona ingår i släktet Austenmyia och familjen rovflugor. Inga underarter finns listade i Catalogue of Life.